# Рос Тетчер
Вильберт Рос Тетчер  (англ. Wibert Ross Thatcher); 7 вересня 1925, Невіль, Саскачеван — 22 липня 1971, Реджайна, Саскачеван — канадський політичний діяч, 9-й прем'єр провінції Саскачевану від 22 травня 1964 до 30 липня 1971 року.

## Біографія
У 1942 році Тетчер був обраний до ради міста Мус-Джо від «Федерація кооперативної співдружності Саскачевану (ФКС)» (англ. Co-operative Commonwealth Federation).
1945 року Тетчер був обраний до Парламенту й пішов від партії в 1955 році. У 1957 році Тетчер програв у федеральних виборах.
У 1959 році Тетчер очолив цю політичну силу Ліберальної партії Саскачевану, й партія Тетчера програла в провінційних виборах в 1960 році, але в 1964 році партія Тетчера перемогла на провінційних виборах, і він сформував уряд більшості. Уряд Тетчера продав декілька державних корпорацій та сприяв приватним інвестиціям у гірничодобувну промисловість Саскачевану. Його уряд знову був обраний в 1967 році.
Тетчер ініціював програму жорсткої економії що скоротив державні послуги, збільшилися податки й збори введені користувачем на медичні процедури. В 1961 році Тетчер програв провінційні вибори Аллану Блекні представнику Нової демократичної партії Саскачевану. В липні 1971 року Тетчер помер в місті Реджайни.

## Сім'я
Син Колін Тетчер, міністр кабінету Саскачевану в 1980-х роках, був визнаний винним у вбивстві своєї колишньої дружини.